# Liste der Biografien/Gac
Liste der Biografien |
Portal Biografien |
Personensuche
# |
A |
B |
C |
D |
E |
F |
G |
H |
I |
J |
K |
L |
M |
N |
O |
P |
Q |
R |
S |
T |
U |
V |
W |
X |
Y |
Z |
?
 
Ga |
Gb |
Gc |
Gd |
Ge |
Gf |
Gh |
Gi |
Gj |
Gk |
Gl |
Gm |
Gn |
Go |
Gp |
Gq |
Gr |
Gs |
Gu |
Gv |
Gw |
Gy |
Gz
 
Gaa |
Gab |
Gac |
Gad |
Gae |
Gaf |
Gag |
Gah |
Gai |
Gaj |
Gak |
Gal |
Gam |
Gan |
Gao |
Gap |
Gaq |
Gar |
Gas |
Gat |
Gau |
Gav |
Gaw |
Gax |
Gay |
Gaz
Die Liste der Biografien führt alle Personen auf, die in der deutschsprachigen Wikipedia einen Artikel haben. Dieses ist eine Teilliste mit 53 Einträgen von Personen, deren Namen mit den Buchstaben „Gac“ beginnt.

## Gac

### Gaca
- Gaca, Kazimierz (* 1920), polnischer Kryptoanalytiker
- Gacaev, Artur (* 1969), russisch-deutscher Basketballspieler
- Gačanović, Rasim (* 1950), bosnisch-herzegowinischer Politiker, Bürgermeister von Sarajevo
- Gacaoglu, Ibrahim (1903–1989), Tierarzt und Imam von München

### Gace
- Gace Brulé, nordfranzösischer Trobador
- Gace de La Buigne, französischer Jagdschriftsteller
- Gaçe, Aurela (* 1974), albanische SängerinAurela Gaçe (* 1974)

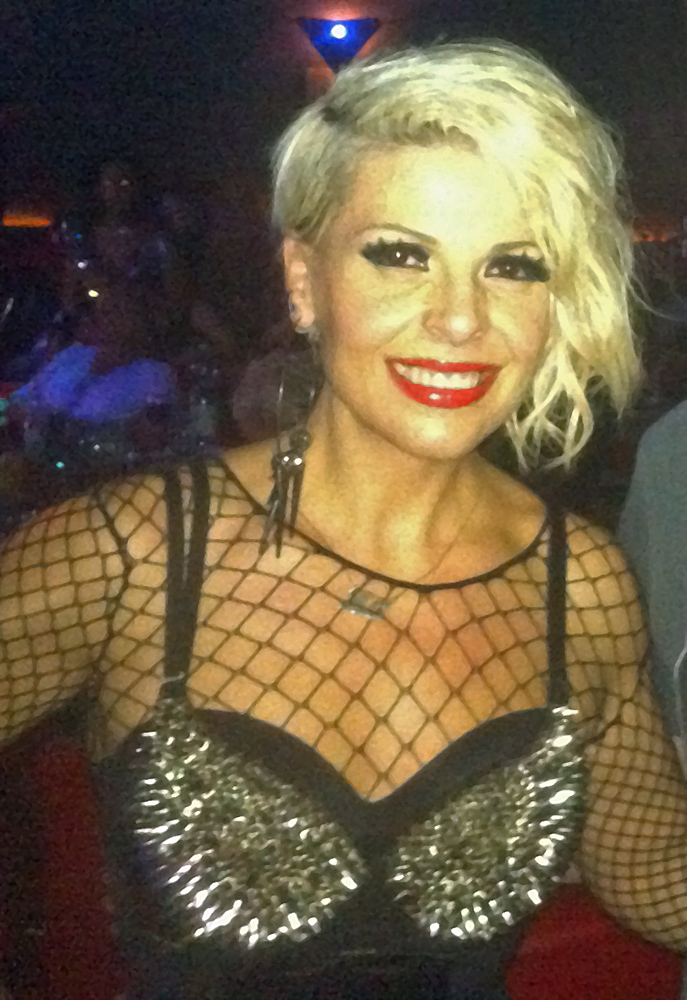
Aurela Gaçe (* 1974)

- Gacemer, Larissa (* 1988), brasilianisch-türkische Schauspielerin und Model

### Gach
- Gach, Heinz (* 1947), österreichischer Politiker (ÖVP), Landtagsabgeordneter
- Gach, Peter, polnischer Pianist und Musikpädagoge
- Gach, Richard (1930–1991), österreichischer Architekt
- Gachard, Louis Prosper (1800–1885), belgischer Staatsarchivar und Historiker
- Gacharia, Giorgi (* 1975), georgischer Politiker, Ministerpräsident Georgiens
- Gache, Daniel (* 1941), französischer Autorennfahrer
- Gache, Philippe (* 1962), französischer Automobilrennfahrer
- Gachet, Grégory (* 1976), französischer Skibergsteiger
- Gachet, Marguerite (1869–1949), französisches Malermodell
- Gachet, Paul (1828–1909), französischer Arzt und Maler
- Gachet, Sebastien, französischer Bogenbiathlet
- Gachignard, Thomas (* 2000), französischer Radrennfahrer
- Gachihi, Wallace Ng’ang’a (* 1973), kenianischer römisch-katholischer Geistlicher, Weihbischof in Nairobi und Militärbischof von Kenia
- Gachnang, Johannes (1939–2005), Schweizer Künstler, Ausstellungsmacher und Verleger
- Gachnang, Natacha (* 1987), Schweizer Automobilrennfahrerin
- Gachon, Pierre (1909–2004), kanadischer Radrennfahrer
- Gachot, Bertrand (* 1962), belgisch-französischer Formel-1-RennfahrerBertrand Gachot (* 1962)

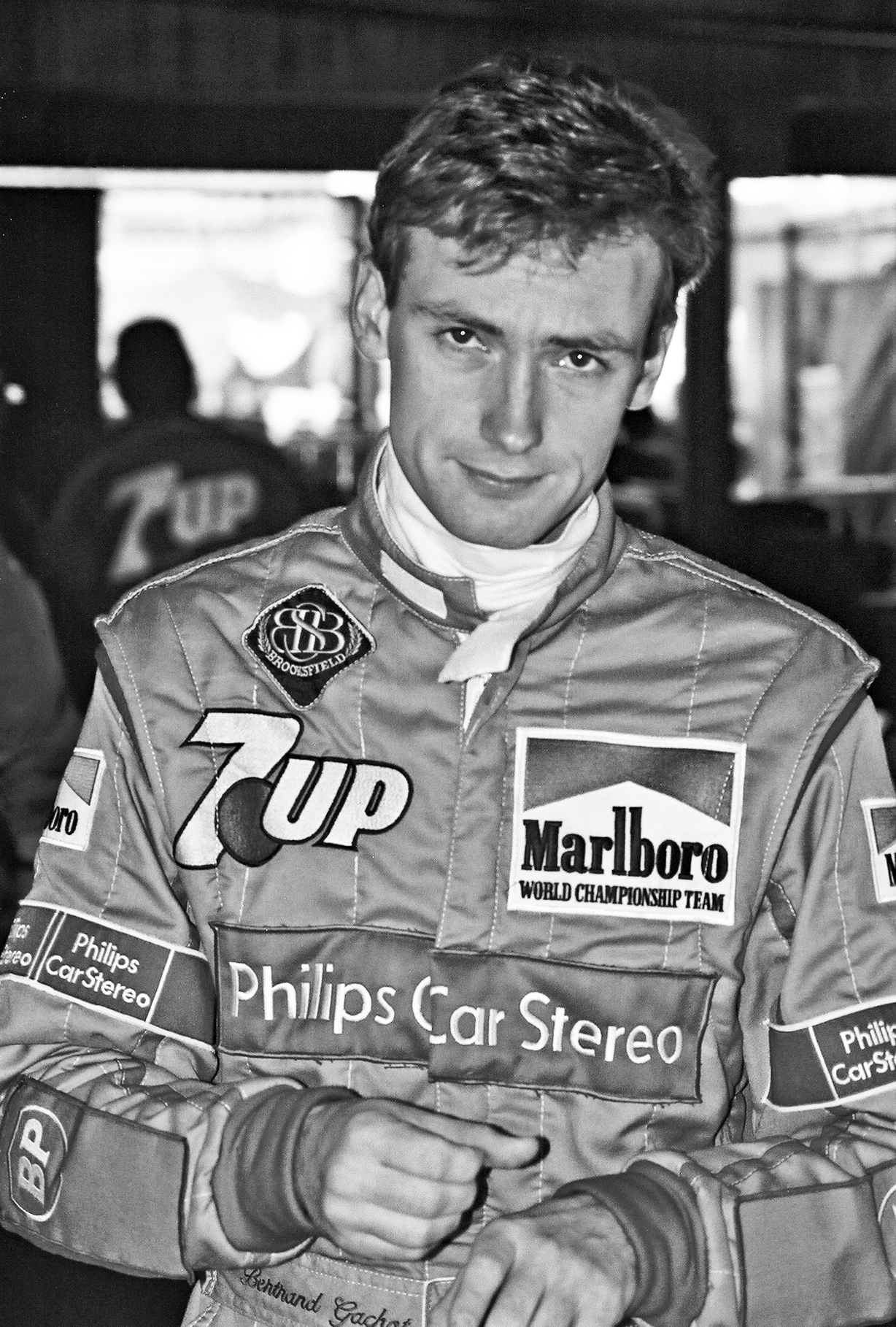
Bertrand Gachot (* 1962)

- Gachot, Georges (* 1962), französisch-schweizerischer Filmregisseur
- Gachot, Jacques (1885–1954), elsässischer Maler und Lithograf
- Gachow, Fjodor Dmitrijewitsch (1906–1980), sowjetischer Mathematiker
- Gachow, Iwan Andrejewitsch (* 1996), russischer Tennisspieler
- Gächter, Johann Jakob (1833–1905), Schweizer Politiker
- Gächter, Marie-Louise (* 1973), österreichische Juristin und Leiterin der Datenschutzaufsichtsbehörde Liechtensteins
- Gächter, Martin (* 1939), Schweizer Geistlicher, emeritierter Weihbischof im Bistum Basel
- Gächter, Othmar (* 1941), Schweizer Theologe
- Gächter, Simon (* 1965), österreichischer Wirtschaftswissenschaftler
- Gächter, Thomas (* 1971), Schweizer Rechtswissenschaftler

### Gaci
- Gaćina, Andrej (* 1986), kroatischer Tischtennisspieler
- Gaćinović, Mijat (* 1995), serbisch-bosnischer Fußballspieler

### Gack
- Gack, Georg Christoph (1793–1867), bayerischer Abgeordneter, Geistlicher und Autor
- Gack, Hans-Ulrich (* 1957), deutscher Journalist
- Gacka, Kinga (* 2001), polnische Leichtathletin
- Gackenbach, Jayne (* 1946), US-amerikanisch-kanadische Schriftstellerin, Forscherin und eine Pionierin auf dem Gebiet der Klarträume
- Gackenholz, Hermann (1908–1974), deutscher Historiker und Hochschullehrer
- Gäckle, Albert (1853–1925), deutscher Bildhauer
- Gäckle, Volker (* 1964), deutscher Theologe und Rektor der Internationalen Hochschule Liebenzell
- Gackstatter, Leonhard (1881–1945), deutscher Bürgermeister und Opfer des Nationalsozialismus
- Gackstetter, Dieter (1939–2017), deutscher Regisseur, Theaterintendant, Choreograph und Schauspieler
- Gackt (* 1973), japanischer Singer-Songwriter und Schauspieler

### Gaco
- Gacon, Alexandre (1927–2007), französischer Autorennfahrer
- Gacon, François (1667–1725), französischer Schriftsteller
- Gacon-Dufour, Marie Armande Jeanne (1753–1835), französische Literatin und Ökonomin

### Gacu
- Gacutan, Edgar (* 1964), philippinischer Ordensgeistlicher, römisch-katholischer Bischof von Sendai in Japan

### Gacy
- Gacy, John Wayne (1942–1994), US-amerikanischer SerienmörderJohn Wayne Gacy (1942–1994)

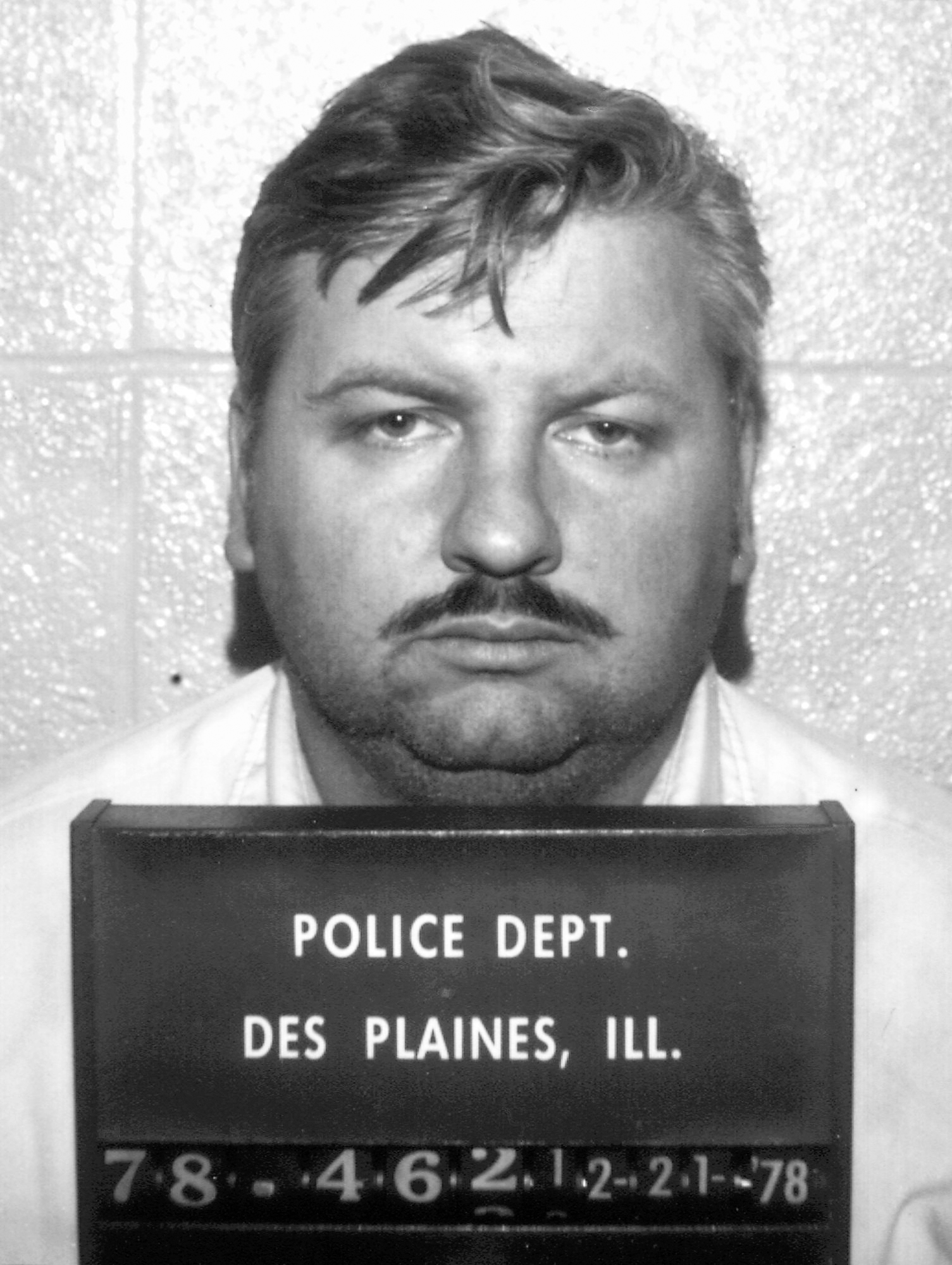
John Wayne Gacy (1942–1994)

- Gacy, Madonna Wayne (* 1964), US-amerikanischer Musiker